# Amphoe Phaya Mengrai

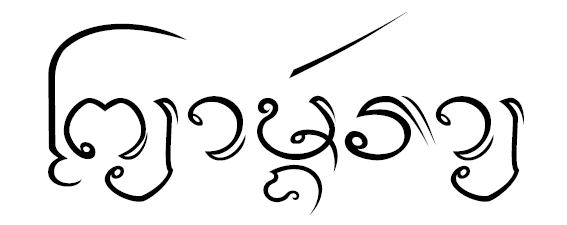
Phaya Mengrai in Lan-Na-Schrift

Amphoe Phaya Mengrai (thailändisch อำเภอ พญาเม็งราย [ʔāmpʰɤ̄ːpʰá.jāː mēŋ.rāːj], Aussprache: ʔāmpʰɤ̄ː pʰá.jāː mēŋ.rāːj) ist ein Landkreis (Amphoe – Verwaltungs-Distrikt) der Provinz Chiang Rai. Die Provinz Chiang Rai liegt im äußersten Norden der Nordregion von Thailand.

## Geographie
Benachbarte Landkreise (von Westen im Uhrzeigersinn): die Amphoe Wiang Chai, Wiang Chiang Rung, Chiang Khong, Khun Tan und Thoeng der Provinz Chiang Rai.

## Geschichte
Phaya Mengrai wurde am 6. Mai 1981 als „Zweigkreis“ (King Amphoe) gegründet, bestehend aus den drei Tambon Mae Pao, Mae Tam und Mai Ya, die von dem Kreis Thoeng abgespalten wurden. Am 12. August 1987 erhielt Phaya Mengrai den vollen Amphoe-Status.

## Etymologie
Der Kreis ist nach dem König Mengrai, dem Gründer des nordthailändischen Königreichs Lan Na, benannt. Er regierte von 1259 bis 1317.

## Verwaltung

### Provinzverwaltung
Der Landkreis Phaya Mengrai ist in fünf Tambon („Unterbezirke“ oder „Gemeinden“) eingeteilt, die sich weiter in 71 Muban („Dörfer“) unterteilen.
| Nr. | Name      | Thai   | Muban | Einw.  |
| --- | --------- | ------ | ----- | ------ |
| 1.  | Mae Pao   | แม่เปา  | 20    | 11.709 |
| 2.  | Mae Tam   | แม่ต๋ำ   | 11    | 04.991 |
| 3.  | Mai Ya    | ไม้ยา   | 18    | 10.818 |
| 4.  | Mengrai   | เม็งราย | 14    | 09.901 |
| 5.  | Tat Khwan | ตาดควัน | 08    | 04.686 |

### Lokalverwaltung
Es gibt drei Kommunen mit „Kleinstadt“-Status (Thesaban Tambon) im Landkreis:
- Mengrai (Thai: เทศบาลตำบลเม็งราย) bestehend aus Teilen des Tambon Mengrai.
- Phaya Mengrai (Thai: เทศบาลตำบลพญาเม็งราย) bestehend aus den Teilen der Tambon Mae Pao, Mengrai.
- Mai Ya (Thai: เทศบาลตำบลไม้ยา) bestehend aus dem kompletten Tambon Mai Ya.

Außerdem gibt es drei „Tambon-Verwaltungsorganisationen“ (องค์การบริหารส่วนตำบล – Tambon Administrative Organizations, TAO)
- Mae Pao (Thai: องค์การบริหารส่วนตำบลแม่เปา) bestehend aus Teilen des Tambon Mae Pao.
- Mae Tam (Thai: องค์การบริหารส่วนตำบลแม่ต๋ำ) bestehend aus dem kompletten Tambon Mae Tam.
- Tat Khwan (Thai: องค์การบริหารส่วนตำบลตาดควัน) bestehend aus dem kompletten Tambon Tat Khwan.